# Ora-ïto
Pour les articles homonymes, voir Morabito.
Ora-ïto de son vrai nom Ito Morabito, né le 3 avril 1977 à Marseille, est un designer français.

## Biographie
Il est le fils du joaillier Pascal Morabito et le neveu de l'architecte Yves Bayard.
Ora-ïto entame un cursus dans une école de design (ESDI) mais l'interrompt prématurément. Il commence sa carrière à la fin des années 1990 en proposant des objets imaginaires de grandes marques : un sac à dos Vuitton, une mallette de transport pour ordinateur portable Apple, etc. Les marques saluent le travail d'Ora-ïto et certaines d'entre elles deviennent ses clientes, même si les objets ne verront jamais le jour, comme la mallette Apple.
Les objets d'Ora-ïto se veulent élégants, futuristes, parfois humoristiques. En 2002, il reçoit un Oscar de l'emballage pour sa bouteille Heineken en aluminium. Il a dessiné sa toute première lampe One Line d’un seul trait. Pour cette création, éditée Artemide, il est célébré lors du salon international du meuble de Milan en 2004 et est couronné d’un Red Dot Design Award.
En 2005, Marie-Laure Jousset, la conservatrice du premier centre européen d’art contemporain lui offre l'occasion d’organiser sa première grande exposition monographique au Centre culturel français de Milan. Les marques sont friandes de sa vision originale et avant-gardiste, il est projeté très tôt sur la scène internationale avec déjà un réseau de clients impressionnant comme Adidas, l’Oréal Professionnel, Toyota, Biotherm, Levi's, Davidoff, Nike, Danone, Kenzo, le groupe Air, LG Electronics, Guerlain, Ballantine's, Thierry Mugler, Sagem, Habitat…
Il a par la suite conçu une cuisine équipée pour Gorenje et un concept de salle de bain pour Supergrif. Son nom est désormais devenu une véritable marque.
Il a aussi « décoré » de nombreux projets : le club Le Cab (Le Cabaret) sur la place du Palais-Royal à Paris, le showroom français de Nike en 2003, un point de vente pour Mugler parfums en 2005, le flagship européen de Toyota sur les Champs-Élysées en 2007 où le Corian est largement utilisé, la nouvelle charte « design » des showrooms et des concessionnaires du constructeur nippon en Europe. Il est cependant sujet à des polémiques dans le monde architectural, s'appropriant la responsabilité architecturale de ces œuvres. Ora-ïto ne disposant pas du titre d'architecte, il ne peut en effet prétendre intervenir dans la conception d'œuvres architecturales.
Il a également conçu le parfum Idylle pour la maison Guerlain, une collection de mobilier pour Zéritalia, Zanotta, Artelano présentés lors du salon international du meuble de Milan, le kit nomade pour la marque de cosmétiques de Fred Farugia, ainsi que l'identité visuelle de la chaîne de télévision Pink TV, dont il devient directeur artistique.
Il réalise également la décoration et l'aménagement intérieur de l'Hôtel O, situé dans le 1er arrondissement de Paris. Ce projet est mené grâce aux fondateurs du groupe Elegancia Hôtels, Christophe Sauvage et Philippe Vaurs, qui ont donné l'occasion à Ora-ïto de réaliser son premier aménagement d'hôtel avec des lignes futuristes.
En 2013, il lance à Marseille, sur le toit de la Cité radieuse, le MaMo (de « Marseille » et « Modulor », acronyme inspiré du MoMA de New York) ; ce lieu dessiné par Le Corbusier est restauré et devient un lieu d'exposition,.
En 2013 également, il crée la marque Ora ïto Mobility, une gamme d'accessoires composée de deux casques audio, deux kit piéton, des chargeurs pour smartphone et des étuis de protection pour iPhone et iPad. Il recevra d'ailleurs en février 2014 trois iF Product Design Awards (en), respectivement pour le casque Gïotto, le casque Ayrtön et le chargeur Mïcha[source secondaire souhaitée].
Il s'occupe du design du nouveau cinéma Pathé à Levallois-Perret, dans le centre commercial So Ouest. L'ouverture est effective fin avril 2015.
En 2016, il est chargé par la métropole Nice Côte d'Azur d'imaginer le design des rames de la deuxième ligne de tramway de Nice,. En 2021, il signe les futures rames Neomma du métro de Marseille.
En 2017, Marc Simoncini le charge de concevoir un vélo électrique. Le premier exemplaire de la marque Angell Mobility est dévoilé en novembre 2019 et commercialisé à partir du printemps 2020. 
En 2024, il signe la Renault R17 Electric Restomod x Ora Ïto, réalisée en collaboration avec les équipes de design de Gilles Vidal chez Renault.
Il est propriétaire du fort de Brégantin sur l'île de Ratonneau.

## Récompenses
- Globes de Cristal 2007 : meilleur designer
- Chevalier des arts et des lettres 2011[réf. nécessaire]